# Buky Schwartz

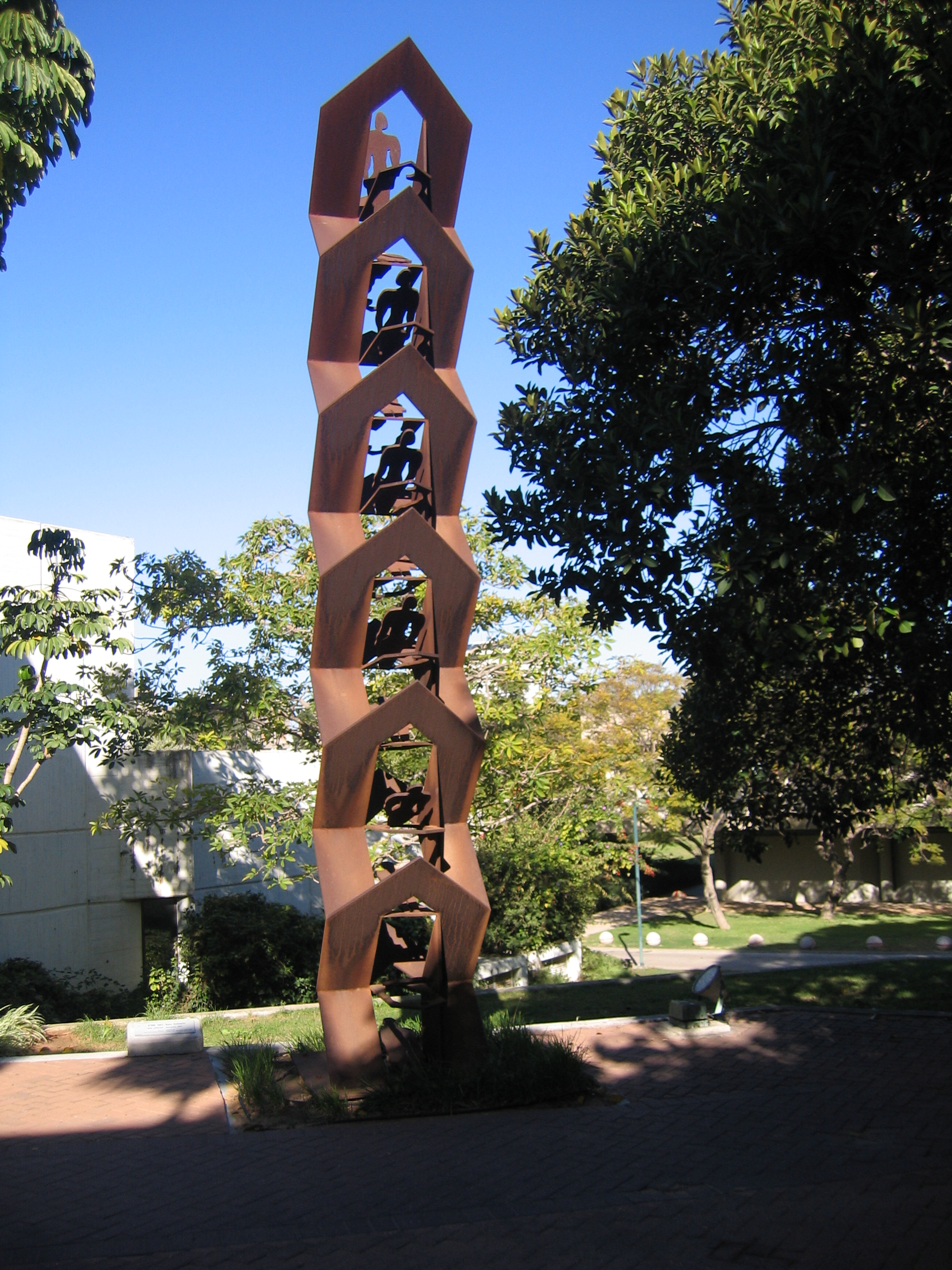
Metropolis i Tel Aviv

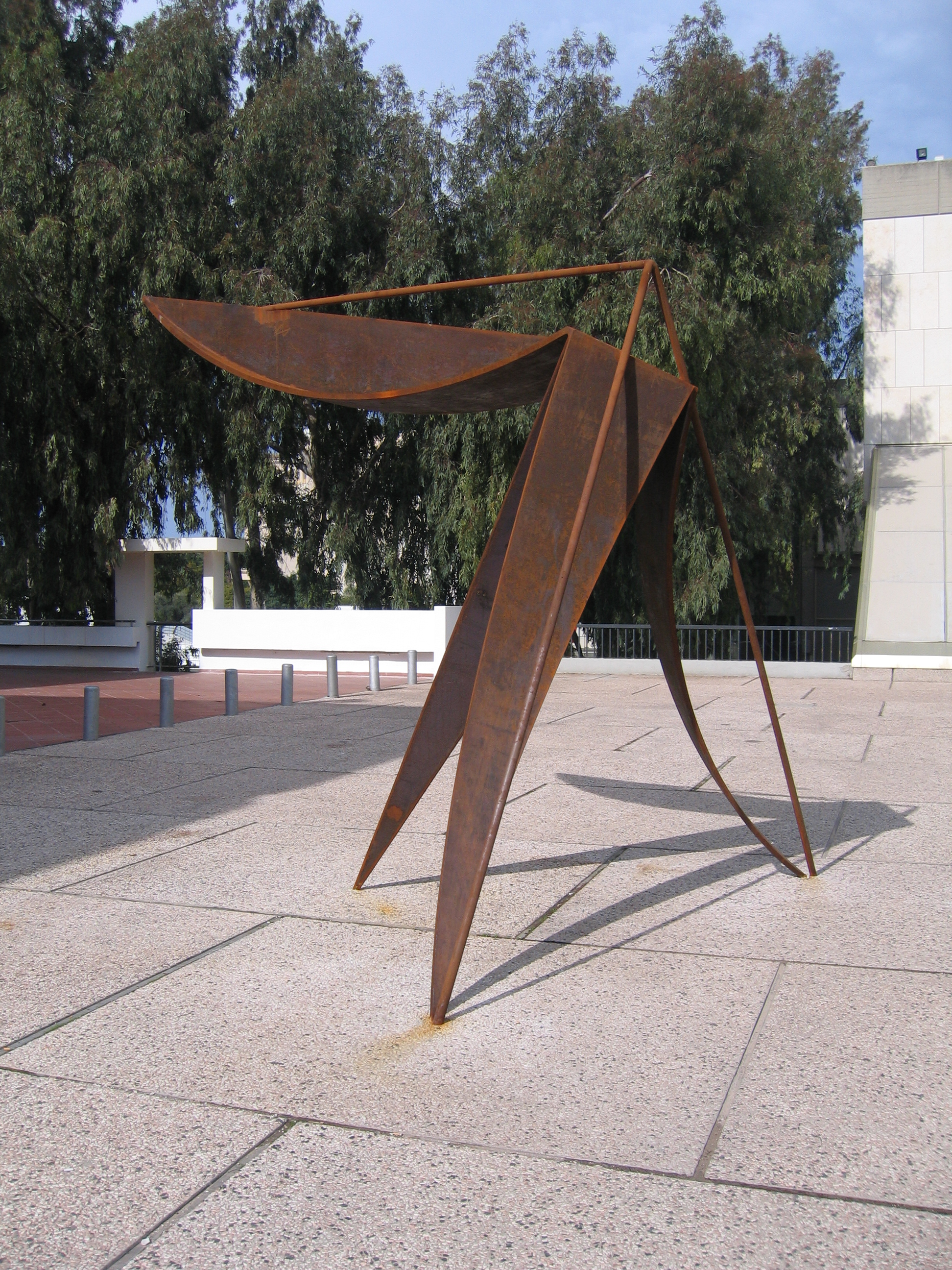
Mosquito i Tel Aviv

Buky Schwartz, född 16 juni 1932 i Jerusalem, Brittiska Palestinamandatet, död 1 september 2009, var en israelisk skulptör och videokonstnär.
Buky Schwartz utbildade sig i skulptur för Yitzhak Danziger (1916–77) på Avni Institute of Art and Design i Tel Aviv 1956–58. Han flyttade till London 1959 för att studera på Saint Martins School of Art 1959–62. Efter att ha återvänt till Israel 1963, gjorde han geometriska, målade stålskulpturer. 
Han var lärare på Saint Martin's School of Art i London 1966–67. Han flyttade till New York 1971. Han bodde och arbetade därefter i både Tel Aviv och New York till sin död.

## Offentliga verk i urval
- 1963-64 Altars and Water Channels, Weizmann Institute of Science, Rehovot
- 1967 Pillar of heroism, Yad Vashem, Jerusalem, Israel
- 1969 Gates, Yad Vashem, Jerusalem, Israel
- 1969 White from 0 Degrees to 180 Degrees, Israel Museum, Jerusalem, Israel
- 1986 Memorial to Jonathan Netanyahu, Philadelphia, Pennsylvania
- 1986  Dead Sea Sculpture, Ein Bokek, Israel
- 1990 Metropolis, 1990, Tel Avivs universitet, Tel Aviv, Israel
- 1996  Obelisk,  Kibutz Galuiot Street, Tel Aviv, Israel
- 1997 Forest Hill, plaströr, betong, 1997, Umedalens skulpturpark i Umeå
- 1997-98 Capital, Isracard Building, Tel Aviv, Israel
- 1997-98 Pinball machine, Isracard Building, Tel Aviv, Israel
- 2001 "Leonardo" Ramat Poleg, Netanya, Israel
- 2002 Between earth and sky, Kiriat Uno, Israel
- 2002 The Giving Tree, Lavon Park, Holon
- 2007 Mosquito,  Tel Aviv Museum of Art, Tel Aviv, Israel
- 2011 Aviron, Giv'atayim Theatre Sculpture Garden, Giv'atayim

## Fotogalleri

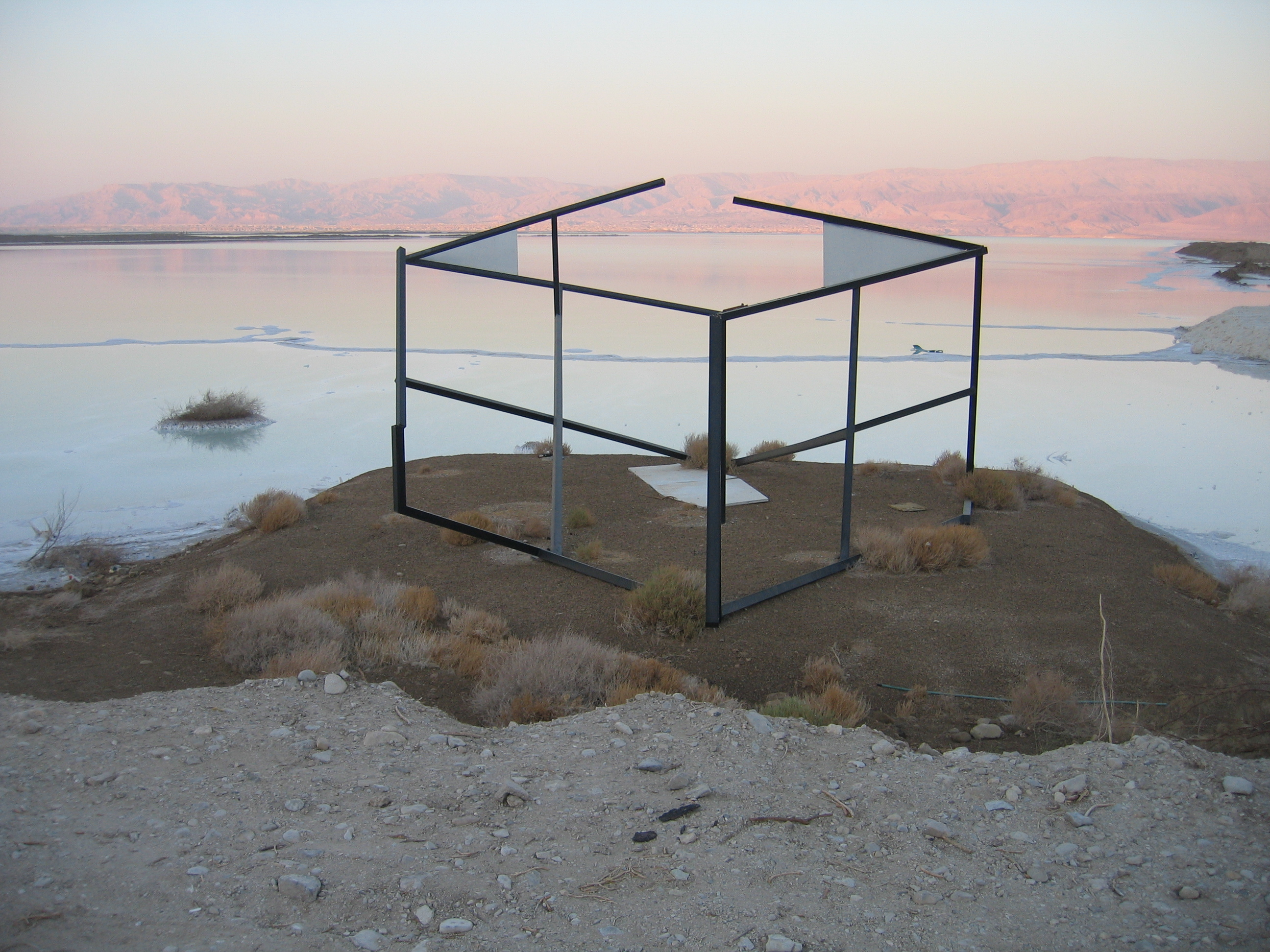
Dead Sea Sculpture i Ein Bokek
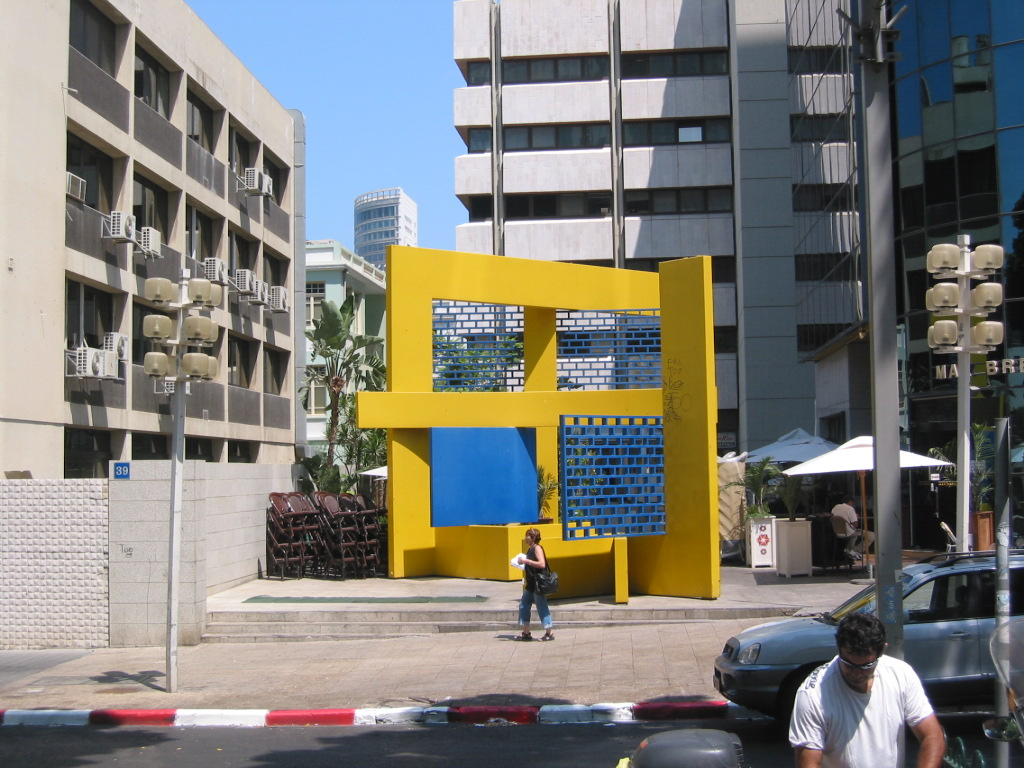
Skulptur på Rothschild Boulevard i Tel Aviv
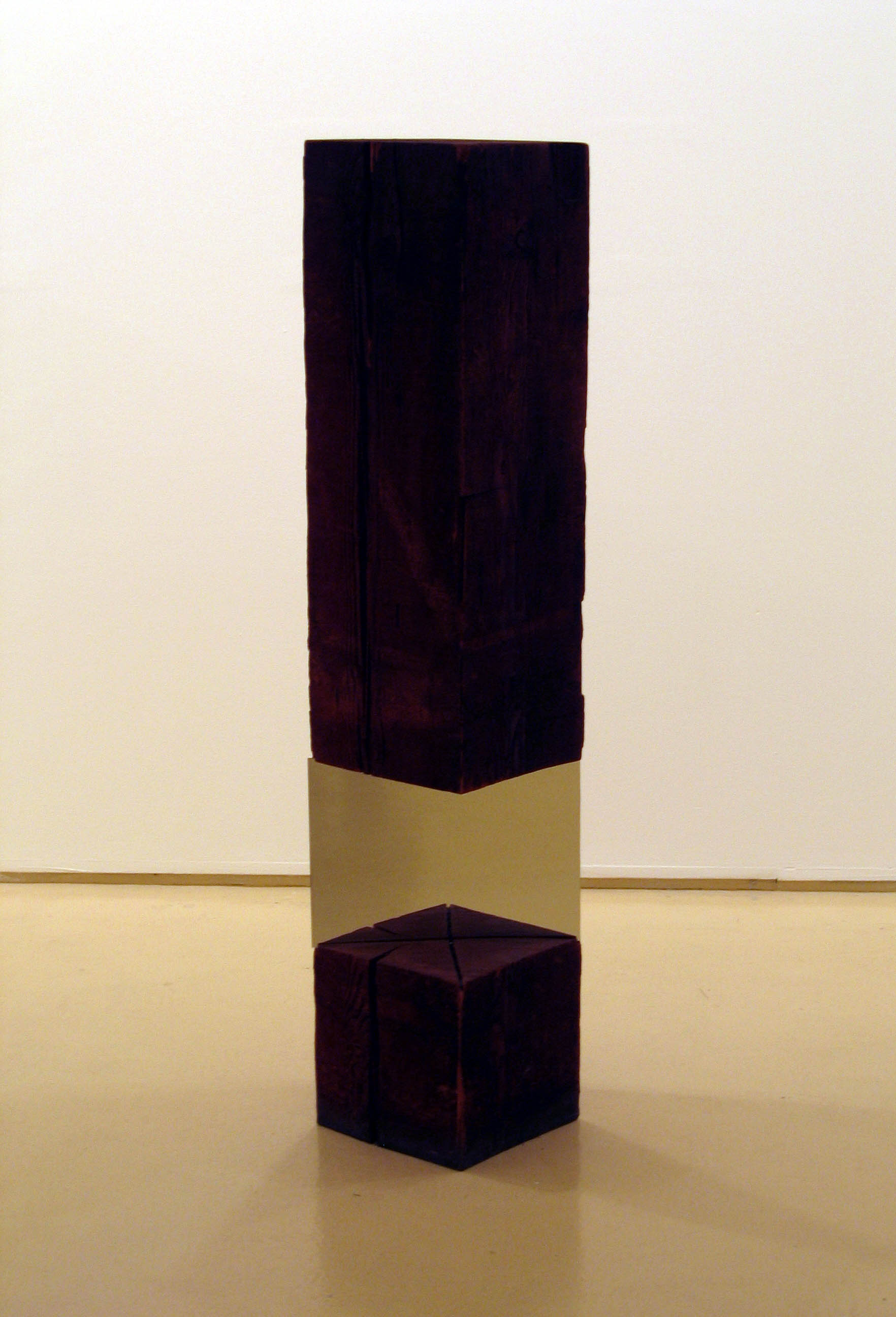
Levitation, 1976
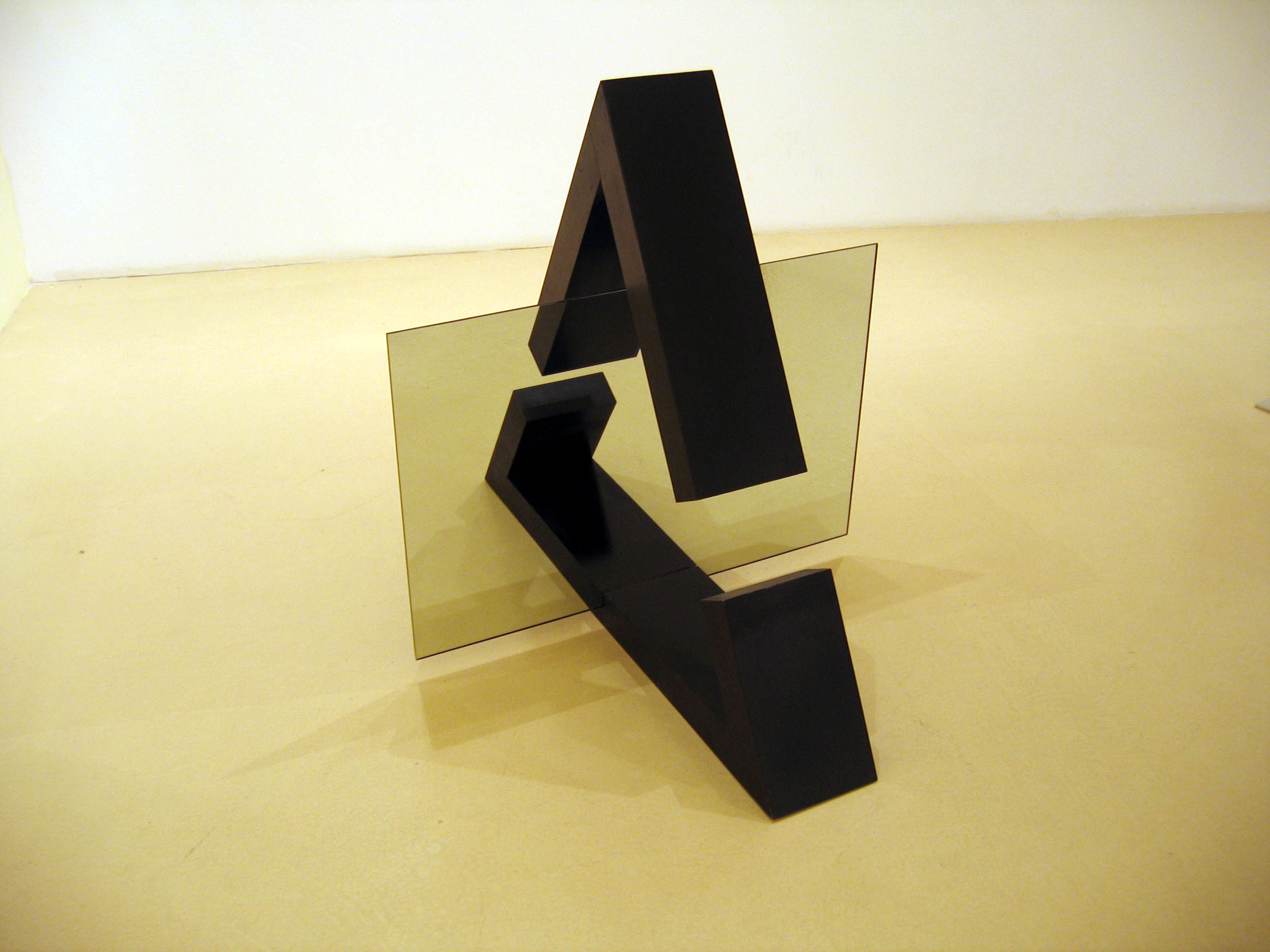
Reflection Triangle, 1980
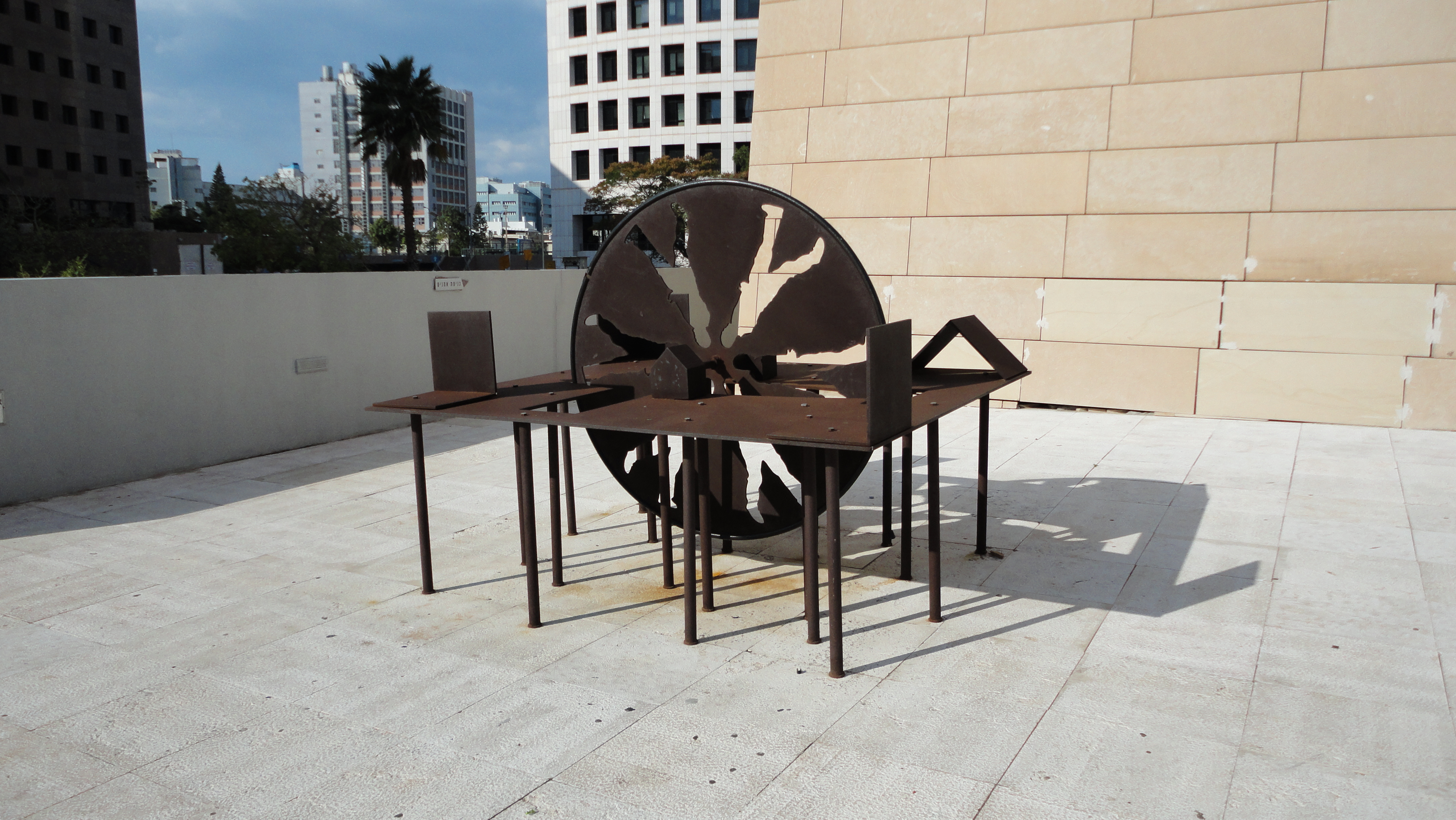
Aviron i Giv'atayim
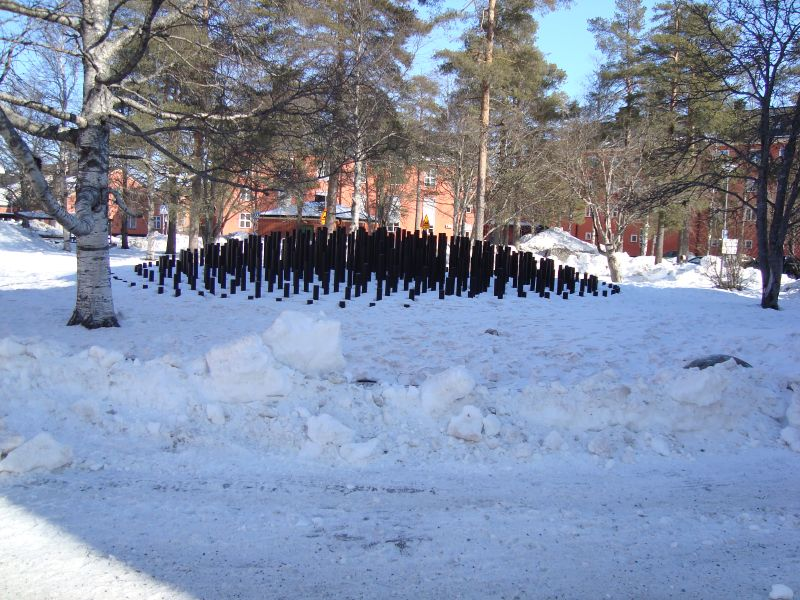
Forest Hill av Buky Schwartz